# France (transatlantico)
La France era un transatlantico della Compagnie Générale Transatlantique (CGT), costruita nel cantiere navale Chantiers de l'Atlantique di Saint-Nazaire, in Francia, ed entrata in servizio nel febbraio del 1962. Al momento della sua costruzione nel 1960 era la più lunga nave passeggeri mai costruita, un record che rimase incontrastato fino alla costruzione del RMS Queen Mary 2 nel 2004.
Nel 1979 venne acquistata dalla Norwegian Cruise Line (NCL), ribattezzata Norway e trasformata in nave da crociera, subendo modifiche significative per essere meglio adatto a tale funzione.
Venduta per demolizione nel 2006, è stata completamente smantellata alla fine del 2008.

## Storia
La genesi della France fu eccezionalmente lunga. Alla fine della seconda guerra mondiale, la Compagnie Générale Transatlantique (conosciuta anche come Transat o French Line) riprese i collegamenti commerciali attraverso gli oceani, tra cui il più importante era la rotta nord atlantica per New York. La sua flotta, tuttavia, era uscita molto provata e invecchiata dal conflitto: in particolare la Transat aveva perduto i due terzi del naviglio passeggeri (13 unità) e tra questi il più grande, prestigioso e veloce dei suoi bastimenti, ossia il magnifico e costosissimo Normandie, distrutto da un incendio nel porto di New York nel 1942 dopo soli quattro anni di servizio commerciale. Le due unità di punta della compagnia erano il transatlantico Liberté (ex-tedesco Europa, costruito nel 1931 e riadattato nel 1947) e l'apprezzato ma ormai vetusto Île de France, varato nel 1926 e che si coprirà di gloria nel luglio 1956 soccorrendo i naufraghi dell'Andrea Doria. In una prospettiva di rapido aumento del traffico passeggeri, urgevano nuove navi. Il dibattito tecnico-finanziario-politico (essendo la Transat una compagnia a partecipazione e controllo statale) durò almeno cinque anni, incerto tra le due opzioni se costruire un unico super-transatlantico oppure una coppia di navi più modeste ed economiche. L'investimento complessivo, tra armamento ed equipaggi, sarebbe stato praticamente equivalente. Finalmente nel 1954, sotto la presidenza di René Coty venne presa la decisione di realizzare una sola grande nave, la quale potesse primeggiare sulla concorrenza mondiale. Siglati i contratti e i finanziamenti, il progetto prese corpo e il France fu costruito tra il 1957 e il 1960. Lo scafo venne varato l'11 maggio 1960 alla presenza di Charles de Gaulle e di sua moglie Yvonne, che ne fu la madrina. Doveva fungere principalmente da transatlantico, ma effettuò anche numerose crociere. E proprio con una crociera l'11 gennaio 1962 iniziò il proprio servizio, salpando il 19 gennaio da Le Havre e seguendo un itinerario che lo condusse fino alle isole Canarie. La prima traversata transoceanica ebbe invece luogo nel mese di febbraio.
All'entrata in servizio il France era la più lunga nave passeggeri del mondo (316m) e tale sarebbe rimasta per ben 42 anni, fino all'entrata in servizio della Queen Mary 2 (345m) nel 2004.
Essa era una delle più avanzate tecnicamente e le problematiche affrontate in cantiere durante la costruzione furono notevoli: innanzitutto lo scafo fu assemblato per macro-elementi prefabbricati in officina, una tecnologia oggi comune ma all'epoca inedita per una nave da oltre 300 metri. Gli elementi strutturali, pesanti fino a 60 tonnellate ciascuno, vennero posti in opera con gru e saldati. Le operazioni furono complicate sia dal piano geometrico inclinato dello scalo (5°50) sia dalla dilatazione termica dovuta al sole, al punto che molte operazioni di precisione furono eseguite di notte (infatti la lunghezza di chiglia variava leggermente tra la notte e il giorno, come pure le dimensioni trasversali tra la fiancata in ombra e quella battuta dai raggi solari). All'inizio era previsto che lo scafo fosse interamente saldato anziché rivettato; tuttavia in quel periodo alcuni mercantili tra le centinaia di "Liberty Ship" ancora attive ebbero a deplorare gravissime avarie strutturali alle saldature o addirittura si spezzarono in due, suscitando perplessità negli ambienti navali, per cui gli ingegneri del France decisero di aggiungere in corso d'opera cospicui rinforzi di lamiere rivettate. Le sovrastrutture invece erano in lega di alluminio, anziché di acciaio con un risparmio di peso di circa 13.000 tonnellate. Alla fine, pur con dimensioni e volumi comparabili al Normandie, il France risultò avere un dislocamento a vuoto inferiore del 40% rispetto all'antenato. Vi erano altre importanti novità in rapporto alle navi concorrenti allora in servizio: esso era interamente climatizzato (con ben 102 centrali Westinghouse) ed era dotato di due coppie di alette antirollio automatiche e retrattili che riducevano le oscillazioni in navigazione fino al 90%. I due fumaioli erano un tratto distintivo, con delle appendici orizzontali comandate da serrande per espellere i fumi a sinistra o destra secondo la direzione dei venti e evitare ricadute di fuliggine sui ponti. 
Il France era soprattutto un luogo di raffinatezza, ambasciatore della gastronomia e della cultura francese sui mari. Gli interni e il mobilio erano risolutamente moderni, quasi privi di legno in ossequio alle norme antincendio, come sul transatlantico americano United States ma alquanto più ricercati e lussuosi. La rotta su cui servì era quella di collegamento fra Le Havre e New York. Tra le dozzine di personalità che viaggiarono sul France, nel 1970 la nave ospitò, in qualità di passeggeri, Paul McCartney e sua moglie Linda subito dopo l'addio ai Beatles. Fu proprio a bordo del transatlantico che McCartney iniziò a scrivere alcuni dei suoi successi futuri. Tra i momenti senza dubbio memorabili, è da citare il trasporto verso gli USA della celeberrima "Gioconda" di Leonardo da Vinci (in una cassa ermetica blindata specialmente predisposta) prestata dal museo del Louvre per una mostra in territorio americano (al ritorno, il dipinto viaggiò a bordo della United States). 

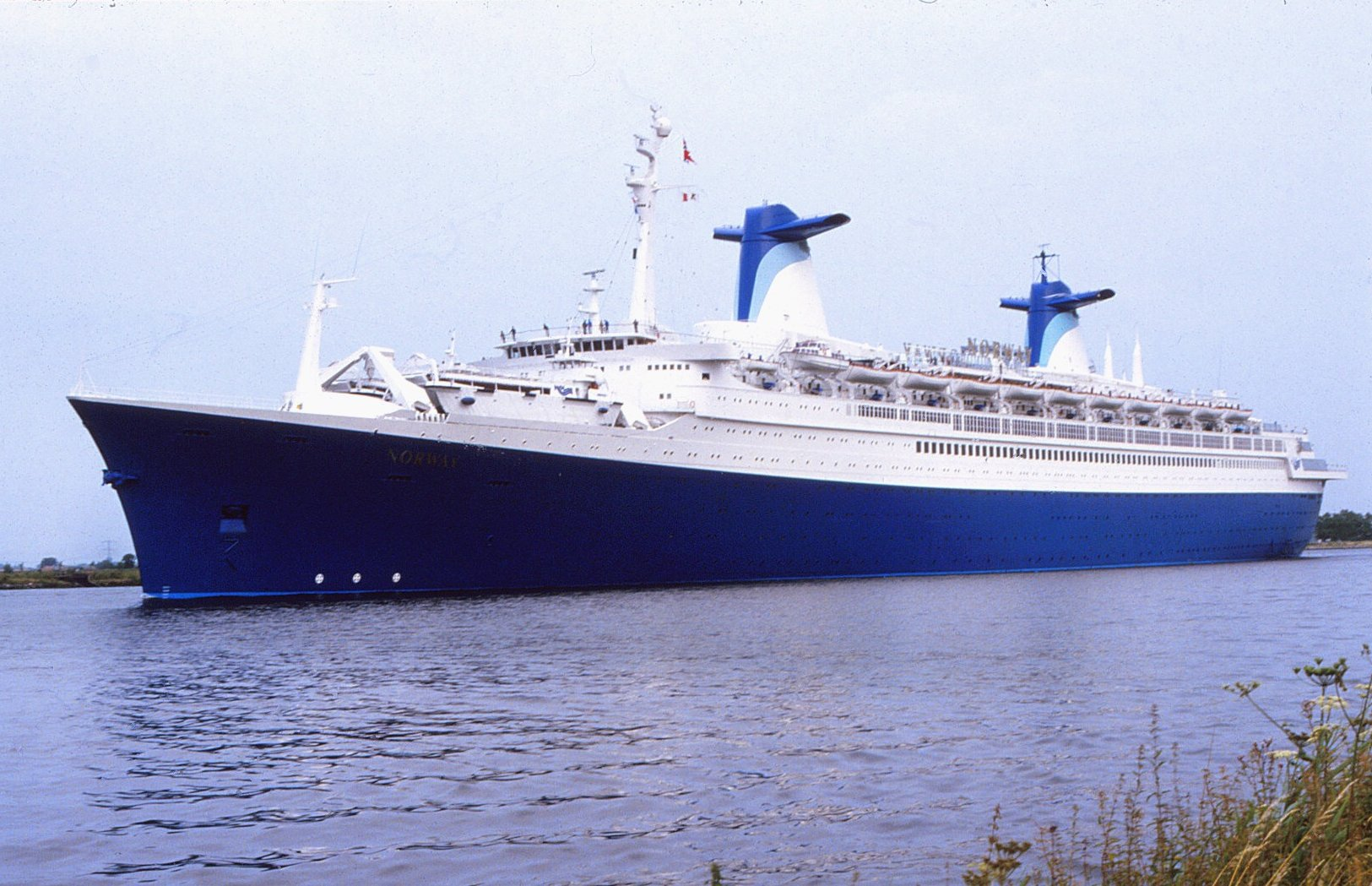
Norway, ex France, nei pressi di Amsterdam nel 1983.

A partire dal 1965, soltanto tre anni dopo l'entrata in servizio, i conti di esercizio risultarono in deficit. Al pari degli altri transatlantici come Queen Elizabeth 2 o gli italiani Michelangelo e Raffaello, questi passivi aumentavano di anno in anno, dovuti al calo dei passeggeri che preferivano gli aerei a reazione di nuova generazione, e furono acuiti dallo choc petrolifero del 1973. Finalmente, dopo l'elezione di Valéry Giscard d'Estaing e con primo ministro Jacques Chirac, venne presa la decisione politica di non rifinanziare più le perdite della compagnia, sicché la nave fu disarmata nel 1974 e per un certo periodo rimase attraccata al molo in una zona industriale di Le Havre. La scelta di disarmare la nave suscitò polemiche e incidenti nella società francese. Per la destra fu una questione di prestigio nazionale, mentre per i sindacati era la lotta per l'impiego di oltre 2500 marittimi e dipendenti della compagnia. Al culmine delle tensioni avvenne perfino un ammutinamento dell'equipaggio, durato 23 giorni, con il comandante e gli ufficiali trattenuti a bordo al largo di Le Havre, dopo aver fatto sbarcare i passeggeri. Il cantante Michel Sardou scrisse il brano Le France, in cui ci sono queste parole: «La France elle m'a laissé tomber. Ne m'appelez plus jamais France. C'est ma dernière volonté». (La Francia mi ha abbandonato. Mai più mi chiamino France. Questa è la mia ultima volontà).
La nave poi fu ribattezzata: nel 1977 infatti fu acquistata da un miliardario dell'Arabia Saudita, Akram Odzheh per 80 milioni di franchi. Due anni dopo questi vendette la nave alla società norvegese turistica Norwegian Cruise Lines, per 77 milioni, perdendoci dunque tre milioni di franchi. In ossequio alla nuova proprietà fu rinominata Norway e riallestita per effettuare crociere ai Caraibi. Questo servizio è stato garantito per più di due decenni. Tra le modifiche tecniche vi fu un radicale alleggerimento dell'apparato motore, con l'eliminazione delle due eliche esterne e relative turbine, caldaie e impianti, in modo che la velocità massima scese a 16 nodi, sufficienti per l'uso crocieristico, con consumi inferiori. La differenza di trattamento in due classi di cabine (prima e turistica) fu attenuata, mentre lo scafo fu ridipinto di blu. In seguito, negli anni novanta, fu aggiunta una sovrastruttura con due ulteriori ponti contenenti 124 cabine di lusso, alterando sensibilmente lo slanciato profilo originale della nave.
Va detto che già in principio, quando fu costruita, era stata tenuta in considerazione la possibilità di utilizzo misto come nave da crociera. In due occasioni, per ragioni meramente commerciali, la nave fu temporaneamente chiamata France, rimontando le grandi lettere dietro la plancia, per promuovere crociere in Mediterraneo destinate alla clientela francese.

### Incidente del 2003

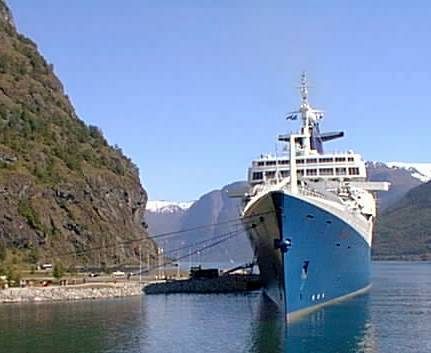
Norway attraccata a Flåm nel 1999.

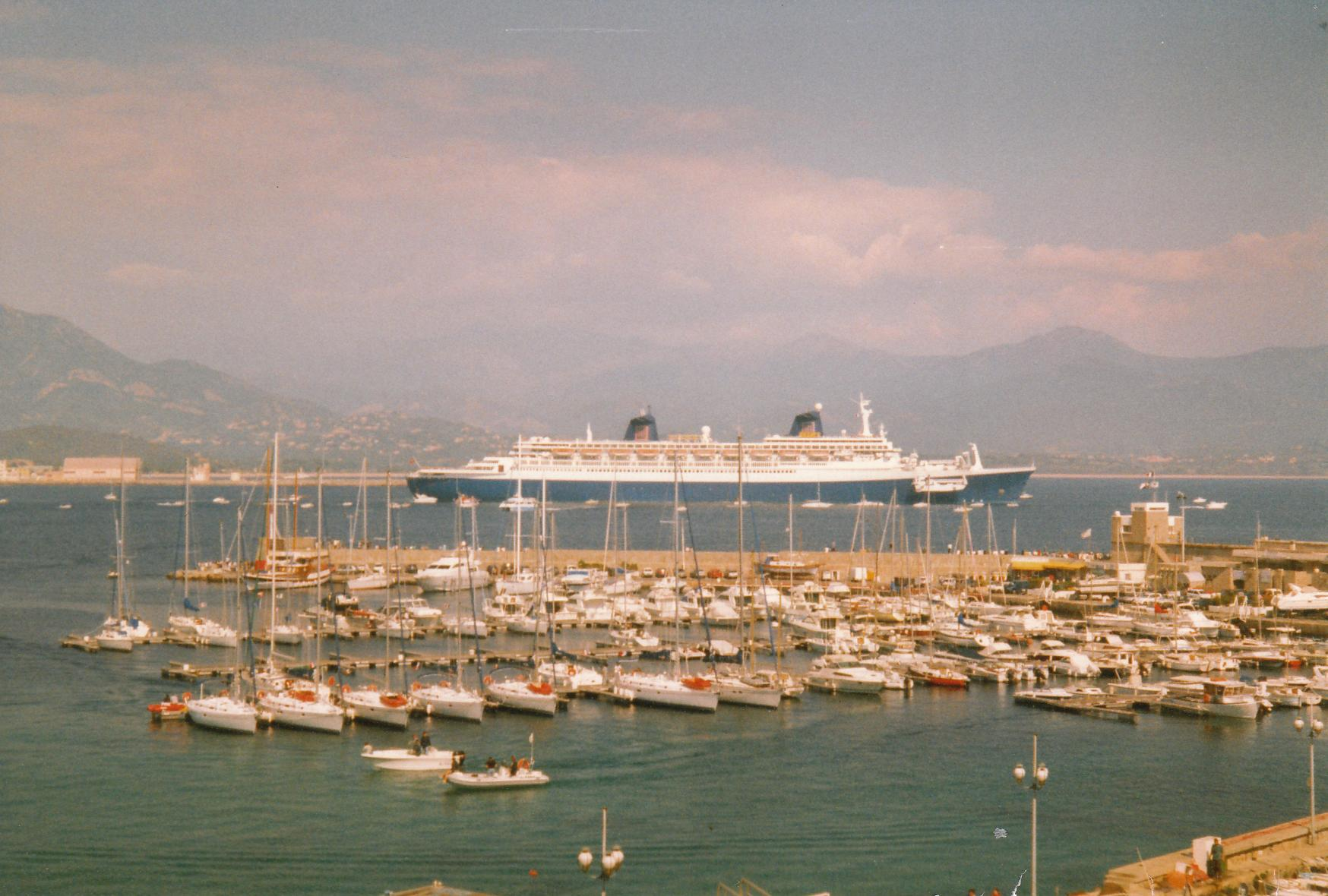
Norway ad Ajaccio nel 1998.

Il 25 maggio 2003 mentre era ancorata al molo del porto di Miami ci fu a bordo un'esplosione. Quattro membri dell'equipaggio rimasero uccisi, un altro marinaio fu gravemente ferito. L'evacuazione di oltre 2.000 passeggeri e più di 900 dipendenti però si svolse senza problemi.

### Gli ultimi anni dellaNorway

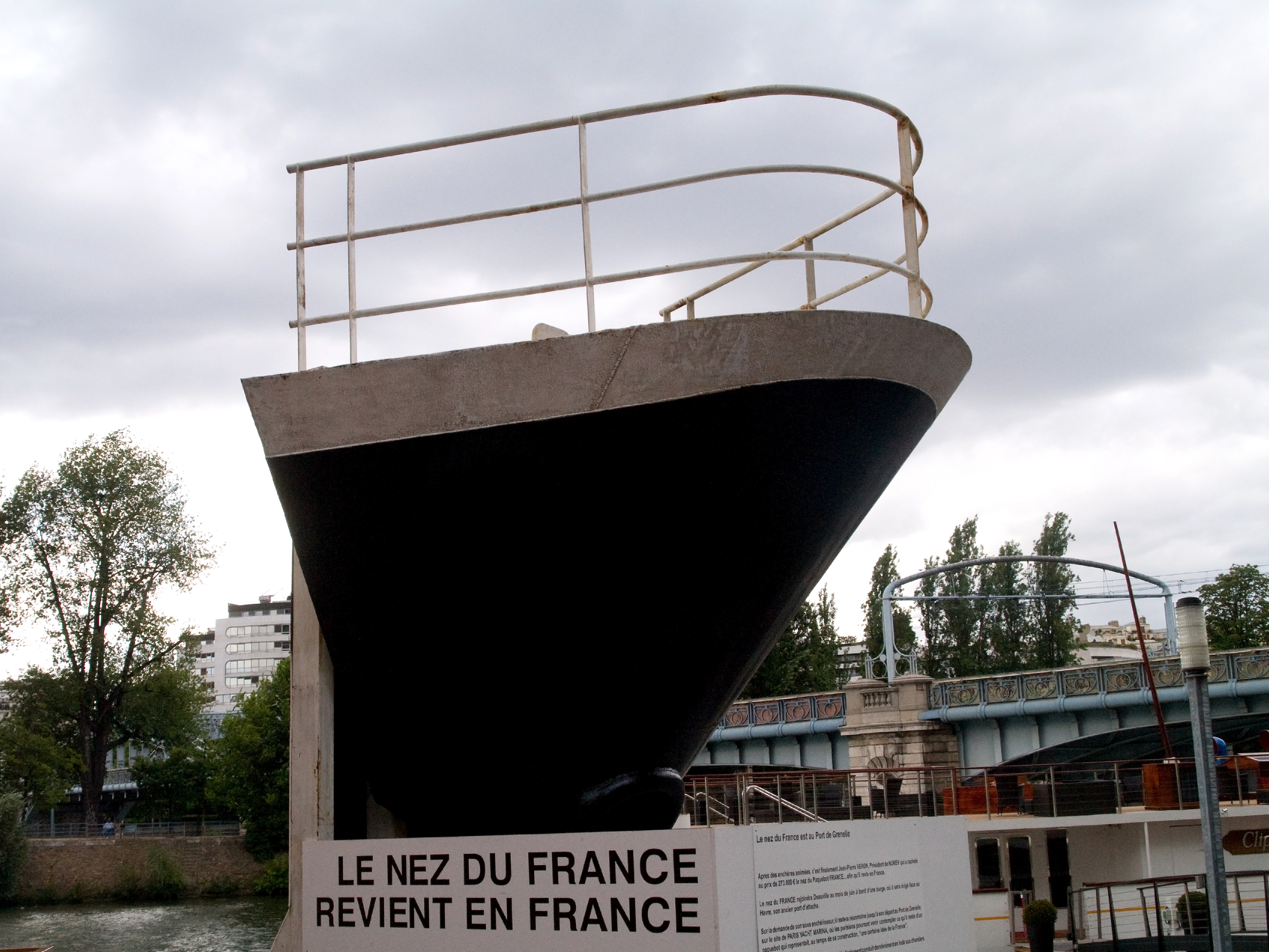
La prua della nave esposta Parigi nel 2009.

Dopo l'incidente, la nave, ritenuti antieconomici i lavori di riparazione, venne venduta per la demolizione. Lasciò Miami a rimorchio, diretta a Bremerhaven, in Germania, dove fu messa in disarmo e utilizzata come alloggio per gli operai che lavoravano alla costruzione della nuova nave di Norwegian Cruise Line, la Pride of America. Il 23 maggio 2005, lasciò, ancora a rimorchio, Bremerhaven diretta in Asia dove doveva essere riparata e rimessa in servizio per la Star Cruises. Venne quindi ribattezzata Blue Lady ma non prese mai servizio per tale compagnia e venne condotta ad Alang, in India, per la demolizione. Lo smantellamento della nave è stato completato nel 2008. L'8 febbraio 2009 è stata venduta a Parigi la prua della nave, del peso di quattro tonnellate, al prezzo di 273.000 euro. Per qualche tempo fu messa su una delle banchine di Parigi e poi è stata trasferita in una spiaggia della Normandia.
Anche se la carriera della nave, durata circa quattro decenni, vide una dozzina d'anni come transatlantico in passivo e i successivi 25 anni come generatore di profitti dalle crociere, nella memoria collettiva rimane soprattutto il primo periodo, nel quale essa fu l'ultimo grande "ocean liner" di prestigio.